# کوما - مونارو شایر
کوما - مونارو شایر (به انگلیسی: Cooma-Monaro Shire) یک منطقهٔ مسکونی در استرالیا است که در نیو ساوت ولز واقع شده‌است.